# スペースシップツー
スペースシップツー
スペースシップツーと母機ホワイトナイトツー
- 用途：スペースプレーン
- 製造者：スケールド・コンポジッツ
スペースシップ・カンパニー
- 運用者：ヴァージン・ギャラクティック
- 初飛行：2010年10月10日（滑空飛行）
2013年4月29日（動力飛行）
- 生産数：2機
- 生産開始：2009年12月7日（1号機のロールアウト）
- 運用開始：2023年6月29日[1]
- 退役：2024年6月8日（2号機の運用終了）[2]
- 運用状況：退役

スケールド・コンポジッツ モデル339 スペースシップツー（Scaled Composites Model 339 SpaceShipTwo, SS2) は、宇宙旅行向けの弾道飛行スペースプレーンである。スケールド・コンポジッツと、リチャード・ブランソンのヴァージン・グループによるジョイントベンチャーであるスペースシップ・カンパニーにより、Tier 1bプログラムの一部として開発された。
宇宙航空会社のヴァージン・ギャラクティックにより、民間宇宙飛行サービスを提供するために運用されていた。同社は、チケットを45万ドルで販売しており、2023年6月の商業飛行開始時点で約800人が予約済みで、2024年6月の2号機の最終フライトまでに23人が宇宙旅行を果たした。後継として2026年飛行予定のDelta Classと呼ばれる機体が予定されている。

## 設計

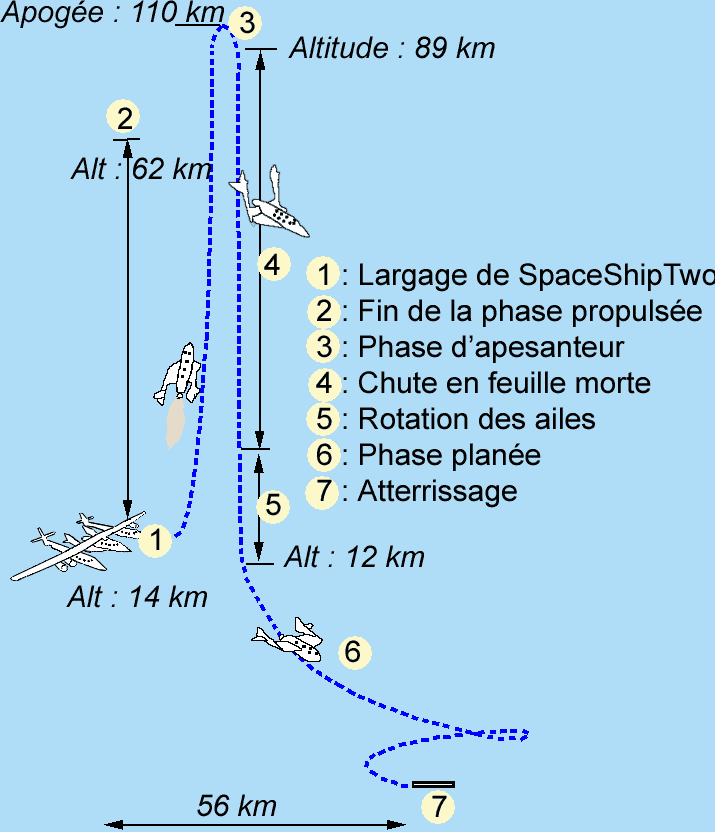

世界初の民間宇宙船スペースシップワンは、ポール・アレンが出資し、スケールド・コンポジッツが実施したTier Oneプログラムの一部として開発された。スペースシップツーはその技術の一部を基に作られている。スペースシップ・カンパニーはポール・アレンのモハーヴェ・エアロスペース・ベンチャーズからライセンスを受けている。
スペースシップツーは、8人の乗員（6人の乗客と2人のパイロット）を乗せることができる。設計上の飛行軌道の遠地点はおよそ高度110 kmの熱圏内である。ただし開発中に発覚したエンジン性能の不足から、2023年現在の最高高度は宇宙空間ではあるがカーマン・ラインには届かない89.9kmとなっている。
スペースシップツーは母機であるホワイトナイトツーから、高度15,200 mで発射され、1基のハイブリッドロケットにより4,200 km/hの速度に達する。客室は長さ3.66 m、直径2.28 mである。 翼幅は8.23 m、全長は18.29 m、尾翼の高さは4.57 mである。

## 開発

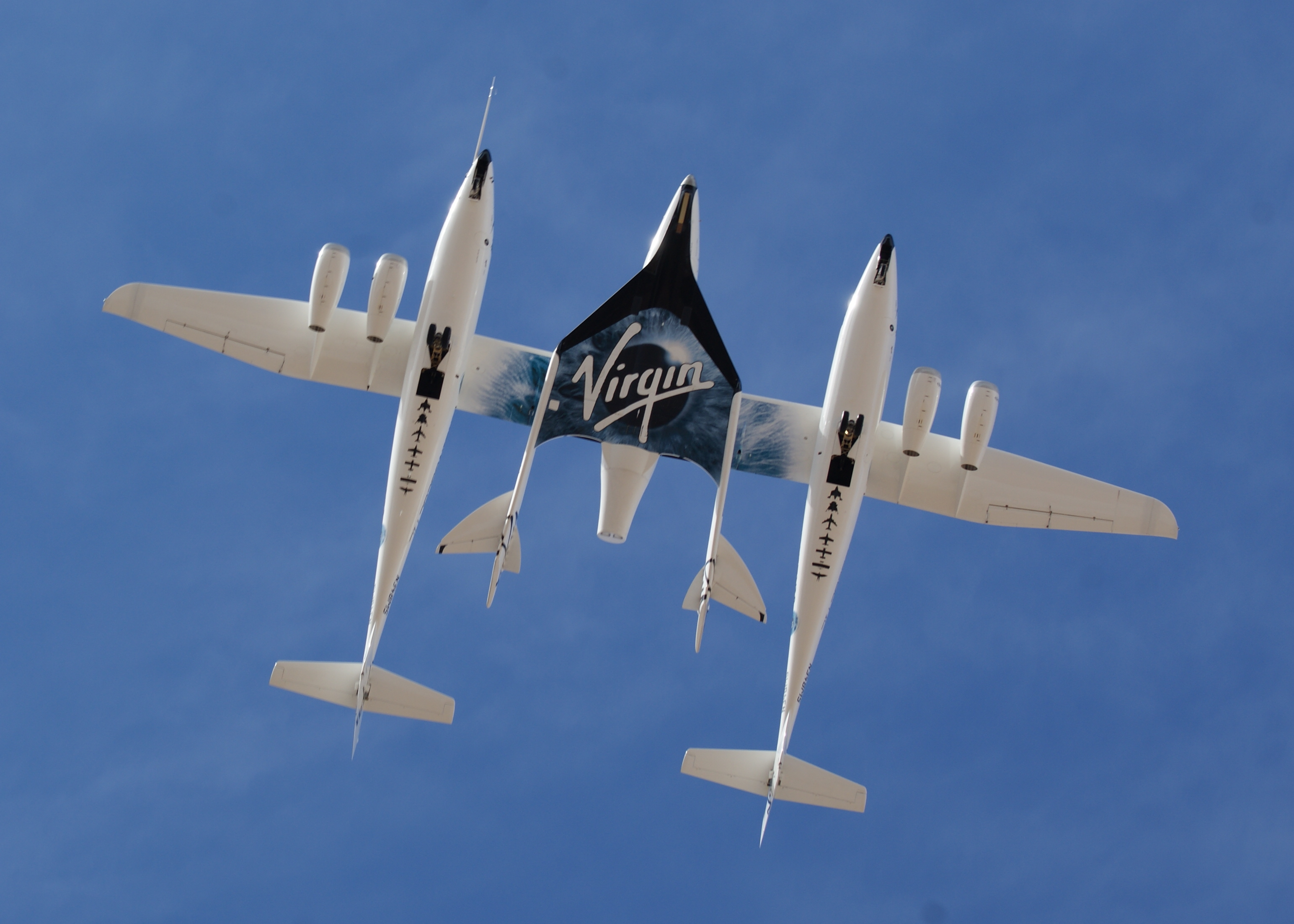
飛行試験中のスペースシップツー（2010年）

スペースシップツーのモックアップが最初に公開されたのは2006年のことである。機体の詳細が公表されるのは2008年以降になってからであるが、その間の2007年に、ロケットエンジンの地上燃焼試験において、3名の技術者が死亡する事故が発生している。
2009年12月7日、カリフォルニア州のモハーヴェ宇宙港にて1号機VSSエンタープライズが公開され、2010年3月22日には母機ホワイトナイトツーに吊るされて初飛行を行った。
2010年10月10日に最初の有人滑空飛行試験を行い、2011年5月4日に初のフェザード（大気圏再突入のモード）での飛行を実施、その後、2012年8月までに22回の滑空飛行試験を行った。2012年12月19日に初めてハイブリッドロケットエンジンを機体に搭載して本番に近い形での滑空試験を行った。
2013年4月29日に初めてロケットエンジンを噴射しての飛行試験を実施。噴射時間は16秒間、高度16.7kmに到達、マッハ1.2を記録した。
2014年1月17日の滑空飛行試験後に母機のホワイトナイトツーの主翼に亀裂が発見される。後述するロケットエンジンの変更もあわさり、6か月以上に渡り試験飛行が中断する。

### ロケットエンジンの変更
スペースシップツーは当初、スペースシップワンと同様にシエラ・ネヴァダ・コーポレーション製のハイブリッドロケットエンジンを使用していたが、このハイブリッドロケットは開発が難航しており、スペースシップワンで使用したHTPB推進剤では燃焼振動が生じるため性能が出せず、高度100kmには到達できず、高度80kmにまでしか到達できないと2014年5月に報じられていた。
その後、ヴァージン・ギャラクティック社は、並行して開発を進めていたポリイミドベースの推進剤を使うハイブリッドロケットの地上燃焼試験の結果が良好なことから、こちらに切り替えるとの発表を行った。
一連のロケットエンジンの変更等を経て、2014年7月29日に滑空飛行試験が再開された。再開時、ヴァージン・ギャラクティック社は年内にも宇宙への飛行試験を行いたいとしていた。

### 墜落事故

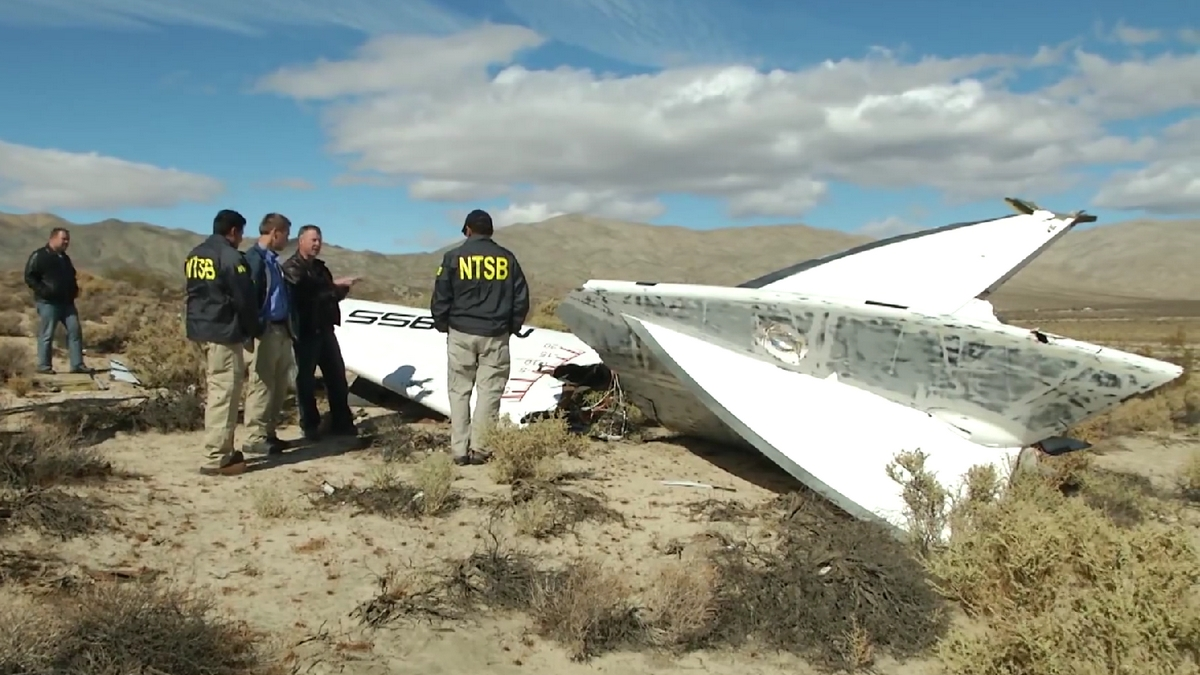
墜落した機体

2014年10月31日、カリフォルニア州モハーヴェ砂漠にて、乗員2人を乗せて試験飛行中の1号機VSSエンタープライズが墜落。パイロット1人が死亡、もう1人も重傷を負った。
この飛行は、前述のロケットエンジン変更後の初の動力試験飛行であったことから、当初エンジンの爆発が疑われた。しかしテレメトリーデータを分析した国家運輸安全委員会 (NTSB) の調査では、フェザリング・モードへの切り替えが予定とは異なる段階で行われていたことが判明した。このモードは本来は機体のスピードがマッハ1.4を超えてからでなければ使用できないが、飛行開始直後のマッハ1.0付近で切り替わっていた。その原因としては死亡したパイロットによるヒューマン・エラーが疑われた。
事故から9か月を経た2015年7月、NTSBは事故の原因を「ヒューマン・エラーに対する考慮や対策が十分ではなかった」「訓練不足により、宇宙船のフェザー・システムを予定より早い段階で起動してしまった」とした調査結果を発表した。副操縦士はその後の操縦の準備として、加速段階の初期の内から減速時用のフェザリング・モードのロックを解除してしまった。そのため機体が加速中の負荷に耐えられなかった。報告では、フェザーのロックが操縦マニュアルより早期に解除される可能性やその危険性を、スケールド・コンポジッツ社が十分に考慮していなかったこと、完璧な操縦からわずかでも外れると死に直結するという設計意識の甘さが指摘されている。また事前に安全性を評価すべき連邦航空局 (FAA) が、一度はソフトウェアとヒューマン・エラーの要件を満たしていないことを認識しながらも、同社が示した緩和策を受け、再確認を行わずに要件を撤回してしまったことにも言及した。

### 2号機 (VSSユニティ)
スペースシップツーの2号機VSSユニティは2016年2月19日に初めて一般公開された。この機体の建造は1号機の試験と並行して2012年から進められていたが、同機の事故を受けての改良が加えられている。 2号機も複数回の滑空飛行試験の後、2018年4月に初めてロケットエンジンを噴射しての飛行試験を開始した。
2018年12月13日、ユニティはパイロット2人を搭乗させた状態で高度82.7kmに到達し、1号機が果たせなかった有人宇宙飛行を実現した。
2019年2月22日には2度目の宇宙飛行で高度89.9kmに到達した。この飛行ではパイロット2人に加えてヴァージン・ギャラクティックのインストラクター1人が乗客役として乗り込み、商業飛行に向けて客室や飛行環境を調査した。
2021年7月11日には、初めてパイロット以外の乗客を乗せた状態での試験飛行が実施され、高度86kmへの宇宙旅行を実現した。この飛行にはヴァージン・ギャラクティック創業者のリチャード・ブランソンも搭乗した。ただし、飛行経路の逸脱やホワイトナイトツーの強度不足といった問題が確認され、商業飛行の開始は延期された。初の商業飛行は2023年6月29日に行われた。

## 運用
2023年6月29日の最初の商業飛行では、VSSユニティにパイロット2人インストラクター1人と乗客3人を乗せてのフライトが行われた。以後1か月~5か月の間隔で、計7回の商業飛行が行われ、総勢23人の乗客を宇宙に運んだ。
2024年6月8日の7回目の商業飛行（12回目の宇宙飛行）をもってユニティの運用は終了された。その後は2026年飛行予定のDelta Classと呼ばれる新型の機体が後継として予定されている。